# 馬約-卡尼州

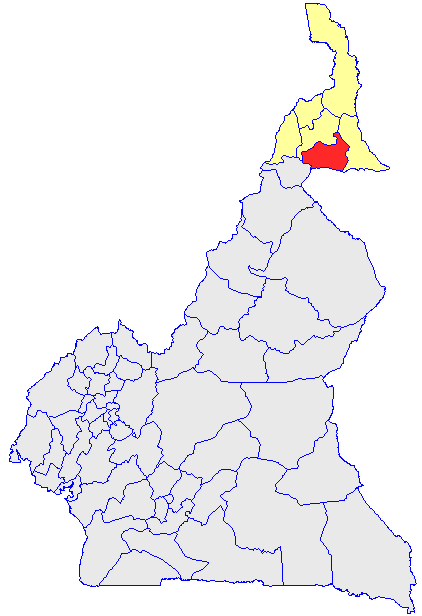

馬約-卡尼州（法語：Mayo-Kani），是喀麥隆的58個州份之一，位於該國北部，由極北區負責管轄，北面是迪亞馬雷州，面積5,033平方公里，2005年人口404,646，人口密度每平方公里80.4人。